# Traian Mosoiu
Traian Mosoiu (Tohanul Nou, 2. srpnja 1868. – Bukurešt, 15. kolovoza 1932.) je bio rumunjski general i političar. Tijekom Prvog svjetskog rata zapovijedao je 23., 12 i 7. divizijom, dok je nakon rata obašao dužnosti ministra rata, komunikacija, te industrije i trgovine.

## Vojna karijera
Traian Mosoiu rođen je 2. srpnja 1868. u Tohanul Nouu. Osnovnu školu pohađa u svom rodnom mjestu, nakon čega upisuje prestižnu školu Andrei Saguna u Brasovu. Potom pohađa vojnu školu u Budimpešti, te Terezijansku vojnu akademiju u Bečkom Novom Mjestu s obzirom na to da se tada Transilvanija nalazila pod austrougarskom vlašću. Po završetku akademije, od lipnja 1889. s činom poručnika služi u 85. pješačkoj pukovniji austrougarske vojske smještene u Hermannstadtu. U srpnju 1891. napušta austrougarsku vojsku, te prelazi u Rumunjsku gdje 1894. dostiže čin poručnika, a 1900. čin satnika. Od 1901. zapovijeda satnijom u 9. pješačkoj pukovniji, nakon čega zapovijeda satnijom u 9. streljačkoj bojnoj smještenoj u Ploiestiju. Potom zapovijeda bojnom u 30. pješačkoj pukovniji, da bi nakon toga zapovijedao 6. pukovnijom smještenom u Bukureštu. Godine 1906. unaprijeđen je u čin bojnika, da bi idućih godina zapovijedao 6. pukovnijom, 7. streljačkom bojnom, te 2. pješačkom pukovnijom. U Drugom balkanskom ratu zapovijeda 30. pukovnijom, te je nakon završetka istog promaknut u čin potpukovnika. Godine 1916. dostiže čin pukovnika.

## Prvi svjetski rat
Ulazak Rumunjske u rat na strani Antante Mosoiu dočekuje na mjestu zapovjednika 3. pješake brigade. Ubrzo dobiva zapovjedništvo dan Grupom Lortu s kojom sudjeluje u borbama u dolini Olta i kod Sibiua. U listopadu 1916. imenovan je zapovjednikom 23. divizije te je ubrzo nakon toga promaknut u čin brigadnog generala. Na navedenoj dužnosti nalazi se do siječnja 1917. kada postaje zapovjednikom 12. divizije s kojom uspješno sudjeluje u defenzivnim borbama u Moldaviji. U lipnju 1918. imenovan je zapovjednikom 7. divizije kojom zapovijeda do prosinca 1918. godine.

## Politička karijera
Nakon završetka Prvog svjetskog rata Mosoiu sudjeluje u oslobađanju Translivanije. Obnaša dužnost vojnog guvernera Transilvanije, te zapovijeda Armijskom grupom Sjever. U ratu s Mađarskom zaustavlja mađarsku ofenzivu u srpnju 1919., te u uspješnom protunapadu njegove jedinice 3. kolovoza 1919. ulaze u Budimpeštu. Promaknut u čin divizijskog generala postaje vojnim guvernerom Budimpešte, te teritorija zapadno od Tise.
U prosincu 1919. napušta vojsku i počinje se baviti politikom. Postaje članom Liberalne stranke, te obnaša dužnost ministra rata u vladi Alexandrua Vaide-Voevoda na kojoj dužnosi se nalazi do ožujka 1920. godine. U siječnju 1922. imenovan je ministrom komunikacija u vladi Iona I. C. Bratianua. Na dužnosti ministra komunikacija nalazi se do listopada 1923. kada postaje ministrom industrije i trgovine koju dužnost obnaša do ožujka 1926. godine.
Traian Mosoiu preminuo je 15. kolovoza 1932. godine u 65. godini života u Bukureštu. Pokopan je na vojnom groblju Bellu.

## Vanjske poveznice
(rum.) Traian Mosoiu na stranici Enciclopediaromaniei.ro